# Александър Авджиев
Александър Николов Авджиев е български журналист и телевизионен водещ.

## Биография
Роден е през 1958 година в София. Завършва българска филология в Софийския държавен университет през 1985 година. Началото на неговата журналистическа кариера тръгва от Българското национално радио, където е водещ на предаването „Хоризонт на вълните на младостта“. През 1987 година става репортер и водещ на информационни емисии в Българската национална телевизия.
От 1988 до 2002 година е водещ на съботното предаване „Добро утро“ – първообразът на магазинните предавания в българския телевизионен ефир. Макар да се излъчва в събота сутрин, телевизионният блок се радва на висок рейтинг и дълъг живот. Именно „Добро утро“ прави Александър Авджиев популярен и обичан български журналист и тв водещ. В рубриката „В едър план“ Авджиев интервюира редица имена като Кейт Буш, Микеле Плачидо, Джейсън Донован, Шейкин Стивънс, Линдзи Андерсон, Бони Тейлър, дует „Бакара“, Си Си Кеч, Фабио Тести, Моника Вити, Джанкарло Джанини, Джани Моранди, Джани Ривера, Франц Бекенбауер, Норман Уиздъм и много други популярни световни и родни знаменитости.
През 2002 – 2004 година става продуцент – отговорен редактор и един от водещите на сутрешния блок „Денят започва“, а през 2004 – 2008 година ръководи Главна редакция „Общество“ в БНТ.
От 2005 година е водещ на публицистичното предаване „Навигатор“. Той е автор на идеята и сценарист на предаването, а любимият му израз „Нищо не започва от днес“ става мото на всяко издание на „Навигатор“. „Тематиката на всяко едно от предаванията започва с публикации от 1990 година насам по обществено значима тема или проблем, преминава през годините и завършва с коментар от гледната точка на днешния ден. Социална сфера, вътрешна или външна политика, култура и спорт са темите, които ще намират място в 30-минутното токшоу на живо. Самото студио е нестандартно – то наподобява страница на вестник, с движещи се и говорещи лица на мястото на снимките“, разказва Авджиев пред списание „Тема“ малко преди премиерата на „Навигатор“. Година след старта на „Навигатор“ СБЖ връчва годишната си награда в раздел „Електронни медии“ на Александър Авджиев. Преди да навърши три години в националния ефир и въпреки високия си рейтинг предаването е спряно по решение на Управителния съвет на БНТ под ръководството на генералната директорка Уляна Пръмова. С острите анализи и коментари по злободневни теми, предаването „Навигатор“ става неудобно за управляващата Тройна коалиция.
В последните години от живота си Авджиев работи към дирекция „Външни продукции“ на БНТ като изпълнителен продуцент.
Умира на 14 февруари 2012 година във Военномедицинска академия от рак на белите дробове.

## Памет
Според бившия генерален директор на БНТ Кирил Гоцев „Той живееше с телевизията и като му взеха живота, си отиде“.
Александър Авджиев оставя ярка, значима следа в развитието на българската телевизионна журналистика. Превръща се в учител и пример за висок професионализъм за много свои колеги и последователи. 
На 14 януари 2013 година на церемонията по връчването на Годишните награди на Съюза на българските журналисти 2012 Александър Авджиев посмъртно е отличен със специална награда „Златно перо“.
В памет на Александър Авджиев БНТ продуцира заснемането на документалния филм „На Сашо, с любов“ (2013), реж. Олег Ковачев. Сценарист на филма е съпругата на журналиста Емилия Авджиева, с която имат две деца – Бояна и Борис.

## Отношения с Държавна сигурност
Регистриран е на 27 ноември 1984 година като агент на Първо районно управление, отделение Държавна сигурност, с псевдоним „Павел“.
Тази информация излиза на бял свят през ноември 2008 година, точно когато свалят от ефир и предаването „Навигатор“.
„Аз съвсем съзнателно отидох да прочета своето досие и поисках досиетата на още няколко мои приятели, между които беше и това на Сашо. Той не е доносник, не е написал един ред за никого!“, споделя в интервю Емил Розов, журналист и колега на Авджиев в БНТ.
„Александър Авджиев е бил премахнат от публицистичното предаване на БНТ „Навигатор“, защото е уязвил министър“. Това разкрива в „Насреща: Люба Кулезич“ медийният експерт Светлана Божилова, като уточнява, че става въпрос за бившия вътрешен министър Румен Петков. Божилова прави връзка между разпореждането на тогавашната шефка на БНТ Уляна Пръмова и появилото се картонче от ДС на името на Авджиев. Двете гостенки по темата – телевизионерките Светлана Божилова и Алис Крайчева, са категорични, че покойният им колега е преживял тежко данните за принадлежността му към службите.
В ефира на ТВ7 водещата Люба Кулезич показва досието на Александър Авджиев. Целият му обем е в размер на три страници. Според текста на отговарящия за него офицер от ДС Авджиев не върши работа, защото не осигурява достатъчно голяма и задълбочена информация на тайните служби. Но според колегите му от БНТ той е вършил професионално работата си за Националната телевизия.